# Hevlín
Hevlín (deutsch Höflein; tschechisch bis 1965 Hevlín nad Dyjí, deutsch Höflein an der Thaya) ist eine Gemeinde im Okres Znojmo (Bezirk Znaim), Jihomoravský kraj (Region Südmähren) in der Tschechischen Republik. Sie liegt 27 Kilometer südöstlich von Znojmo (Znaim) an der österreichischen Grenze.

## Geographie

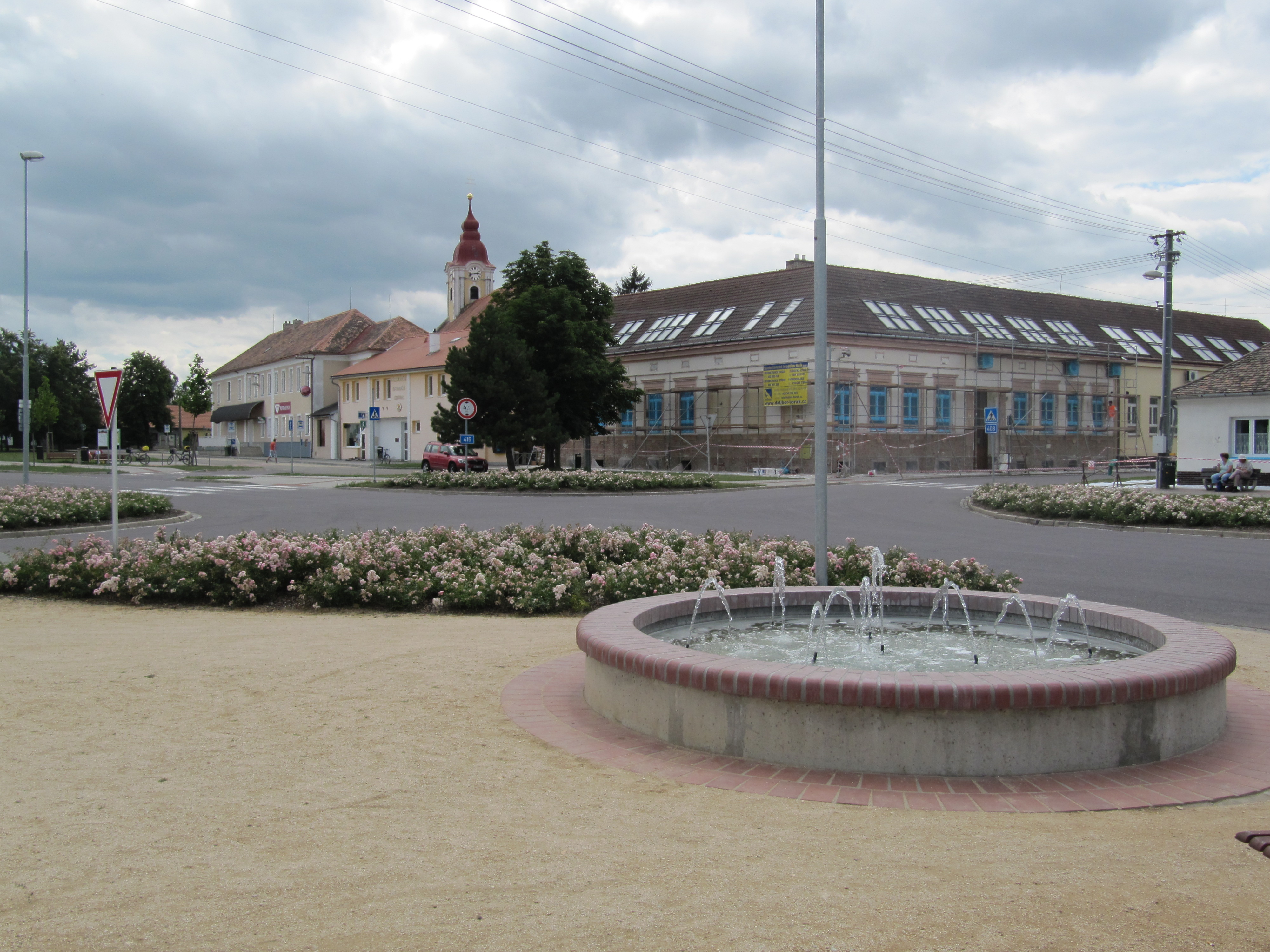
Hevlín, Zentrum

Hevlín befindet sich linksseitig der Thaya in der südmährischen Thaya-Schwarza-Talsenke. Nördlich der Gemeinde verläuft der Kanal Krhovice-Hevlín. Südwestlich mündet die Pulkau in die Thaya. Im Süden führt der Grenzübergang Hevlín / Laa an der Thaya über den Pfaffengraben in die österreichische Nachbarstadt. Der Ort ist als ein Straßenangerdorf angelegt.
Nachbarsiedlungen sind Šanov, Dvůr Anšov und Hrabětice im Norden, Mitterhof im Nordosten, Ruhhof und Rothenseehof im Osten, Anenský Dvůr und Laa an der Thaya im Süden, Blaustaudenhof und Wulzeshofen im Südwesten sowie Dyjákovice und Velký Karlov im Nordwesten.
Hevlín ist heute Endpunkt einer Eisenbahnnebenstrecke von Hrušovany nad Jevišovkou, die bis 1945 über Laa an der Thaya nach Wien weiterführte. Der Personenverkehr auf der Strecke Hevlin–Hrušovany wurde am 30. Juni 2010 eingestellt. Seit 1. Juli 2010 verkehrt anstelle der Bahn ein Bus bis Laa an der Thaya.

## Geschichte
Die Anlage des Ortes und die bis 1945 gesprochene „ui“-Mundart (bairisch-österreichisch) mit ihren speziellen Bairischen Kennwörtern weisen auf eine Besiedlung durch bayrische deutsche Stämme hin, wie sie, um 1050, aber vor allem im 12/13. Jahrhundert erfolgte. Das Dorf wurde 1282 als Hoevelin erstmals urkundlich erwähnt. Bei dieser Ersterwähnung anlässlich einer Flurstreitigkeit zwischen dem Pfarrer von Hevlín und einem Bürger der Stadt Laa wird auch die Existenz der Pfarrkirche St. Marien erstmals belegt. Die Schreibweise des Ortes änderte sich im Laufe der Jahrhunderte. So schrieb man 1282 „Hoevelin“, 1371 „Hofleins“, 1562 „Hevlein“, 1633 „Hefflin“ und ab 1672 entweder Höfflein, Hoeflein oder Höflein.
Von 1524 bis zur Ablösung der Patrimonialherrschaften im Jahr 1848 gehörte Höflein zur Herrschaft Grusbach und stand somit unter der Verwaltung von Johannes von Pernstein. Zum Dorf gehörten die Meierhöfe Koppenhof, Rohrhof, Annahof, Höfleiner Hof und Ruhhof. Zur Pfarre Höflein gehörte auch der Ruhhof und der Anschauhof. In der Zeit der Reformation wurde der Ort lutherisch und hatte ab 1578 einen protestantischen Pfarrer. Erst während des Dreißigjährigen Krieges, nach der Schlacht am Weißen Berg und dem Einsetzen der Gegenreformation, wurde der Ort wieder katholisch. Aufgrund des Sieges der Kaiserlichen über die aufständischen Stände erhielt im Jahr 1623 Seifried Christoph von Breuner die Herrschaft über Höflein. Nach dem Krieg war Höflein stark verwüstet und der Koppenhof, der Rohrhof und das nördlich gelegene Dorf Anschau gingen völlig unter. An der Stelle von Anschau blieb nur der Anschauer Hof, der auch zu Höflein kam. Im Jahr 1668 ging die Herrschaft über den Ort an den Reichsgrafen von Althan über.
1793 lebten in Höflein 950 Menschen, die vorwiegend Fischzucht betrieben. Bis zur Thayaregulierung von 1830 lag Höflein im Sumpfgebiet des Schwarzbaches (Černá Strouha), der durch den Kanal Krhovice-Hevlín abgeschnitten wurde und zum Entwässerungskanal gewandelt wurde. Dabei erfolgte auch die Trockenlegung der meisten Teiche. 1799 ging Höflein im Erbgang an die Gräfin Anna von Hardegg. Während der Revolutionskriege wurde der Ort 1805 und 1809 von französischen Truppen geplündert, wobei einzelne Gebäude abbrannten.
1832 starben über 60 Einwohner des Ortes an einer Brechruhrepidemie. Auch die Cholera wütete im Jahre 1855 und forderte 120 Todesopfer. In den Jahren 1855/56 tobten mehrere Brände im Ort. Während des Deutsch-Österreichischen Krieges wurde Höflein als Vorposten von der österreichischen Brigade Soltyl besetzt.
1870 erhielt Höflein mit der Inbetriebnahme der Laaer Ostbahn einen Eisenbahnanschluss. Die Bahnstation wurde im Jahre 1911 neu gebaut. Im Jahre 1893 wird eine Turnerfeuerwehr gegründet, die später zur Freiwilligen Feuerwehr umgewandelt wurde.
Nach dem Ersten Weltkrieg zerfiel der Vielvölkerstaat Österreich-Ungarn. Der 1919 geschlossene Vertrag von Saint-Germain erklärte den Ort, der 1910 ausschließlich von Deutschsüdmährern bewohnt war, zum Bestandteil der neuen Tschechoslowakischen Republik. In der Zwischenkriegszeit führten staatliche Maßnahmen zum Zuzug von Personen tschechischer Nationalität. Die tschechische Ortsbewohner vermehrten sich zwischen den zwei Volkszählungen 1910 und 1930 von 0 auf 12 %. Zeitgleich stieg die Spannung zwischen den Volksgruppen im ganzen Land. Da bewaffnete Konflikte durch das Deutsche Reich drohten, veranlassten die Westmächte die tschechische Regierung zur Abtretung der von überwiegend  deutschsprachigen Personen bewohnten Randgebiete an Deutschland. Im Münchner Abkommen wurde dies geregelt. Somit wurde Höflein mit 1. Oktober 1938 ein Teil des deutschen Reichsgaus Niederdonau. 1939 hatte der Ort 2212 Einwohner, von denen 1967 der deutschen Volksgruppe angehörten.
Im Zweiten Weltkrieg hatte der Ort 145 Opfer zu beklagen. Nach dessen Ende (8. Mai 1945) wurden die im Münchener Abkommen (1939) an Deutschland übertragenen Territorien, also auch der Ort Höflein, im Rückgriff auf den Vertrag von Saint-Germain (1919) wieder der Tschechoslowakei zugeordnet. Bei Nachkriegsexzessen an der deutschen Ortsbevölkerung durch Rotarmisten und militante Tschechen kam es zu neun Ziviltoten.
Nach der Aussiedlung der meisten deutschen Bewohner wurde das Dorf mit Tschechen wiederbesiedelt.
Die in Österreich befindlichen Ortsbewohner wurden bis auf ca. 32 % in Übereinstimmung mit den ursprünglichen Überführungs-Zielen der Potsdamer Abkommens weiter nach Deutschland transferiert. Vier Einwohner wanderten in andere europäische Länder und weitere vier in die USA aus. Auch die Schienenverbindung über die Laaer Ostbahn nach Laa an der Thaya wurde nach dem Zweiten Weltkrieg unterbrochen.
Seit 1965 trägt der Ort den Namen Hevlín; der bisherige Zusatz nad Dyjí fiel weg, da der Ortsname auch in dieser Form einmalig war.
Auf dem Friedhof von Laa an der Thaya (Grenzübergang zu Niederösterreich) wurde zur Erinnerung an ihren Heimatort Höflein ein Gedenkstein aufgestellt. Zudem besteht seit 1981 eine Patenschaft der Sudetendeutschen Landsmannschaft.
Matriken werden seit dem Jahr 1670 geführt und befinden sich im Landesarchiv Brünn.

## Wappen und Siegel
Ein Siegel ist für das Jahr 1644 nachweisbar. Es zeigt ein Renaissanceschild mit einer Sandaufschüttung. Auf dieser befindet sich ein zweihenkliges, mit einer schachtartigen Öffnung versehenes Gefäß, aus dem ein senkrecht gestellter großer Fisch herausragt. Es ist nicht erkennbar, ob das Gefäß ein Kochtopf oder ein Fanggerät darstellen soll.
Ebenso wird ein zweites Siegel erwähnt, welches senkrecht nebeneinander stehend einen Fisch und ein Pflugeisen zeigt, welche von 4 Rosenblüten umgeben sind. Dieses Siegel wurde bis Ende des 19. Jahrhunderts verwendet.

## Bevölkerungsentwicklung
| Volkszählung | Einwohner gesamt | Volkszugehörigkeit der Einwohner | Volkszugehörigkeit der Einwohner | Volkszugehörigkeit der Einwohner |
| Jahr         | Einwohner gesamt | Deutsche                         | Tschechen                        | Andere                           |
| ------------ | ---------------- | -------------------------------- | -------------------------------- | -------------------------------- |
| 1880         | 1883             | 1834                             | 44                               | 5                                |
| 1890         | 1990             | 1957                             | 31                               | 2                                |
| 1900         | 2006             | 2001                             | 5                                | 0                                |
| 1910         | 2205             | 2204                             | 0                                | 1                                |
| 1921         | 2384             | 2120                             | 195                              | 69                               |
| 1930         | 2423             | 1967                             | 289                              | 67                               |

## Gemeindegliederung
Für die Gemeinde Hevlín sind keine Ortsteile ausgewiesen.

## Sehenswürdigkeiten
- Kirche Mariä Himmelfahrt am Dorfplatz, errichtet zwischen 1740 und 1743 anstelle des seit 1282 nachweisbaren Vorgängerbaus, welcher ein Opfer eines Brandes wurde. Im Jahre 1840 wurde sie renoviert.
- Säulen des hl. Franz Xaver und hl. Johannes von Nepomuk
- Mariensäule (1700)
- Rochussäule (1723)
- Bunkerlinien des Tschechoslowakischen Walls entlang des linken Ufers der Thaya
- Kapelle an der Straße nach Dyjákovice
- Kriegerdenkmal (1921)
- Statuen des hl. Philipp Neri, des hl. Florian und des hl. Rochus
- Marienstatue, 1852, an der Straße nach Grafendorf[16][17]

## Söhne und Töchter der Gemeinde
- Karl Hörmann (1915–2004), österreichischer Theologe
- Josef Brunner (1861–1941), Reichstagsabgeordneter der Deutschen Agrarpartei.

## Brauchtum
Reiches Brauchtum bestimmte den Jahreslauf der 1945/46 vertriebenen, deutschen Ortsbewohner:
- Ein Wochenmarkt und drei Jahrmärkte wurden abgehalten.
- Am Faschingsdienstag ziehen die Burschen durchs Dorf und fordern bei den „Reichen“, insbesondere bei Familien mit ledigen Töchtern, ihren Faschingszoll: Eier, Geselchtes, Faschingskrapfen und anderes Nahrhaftes.
- Der Kirtag fand am Sonntag nach Maria Himmelfahrt statt.[9]